# Europees kampioenschap voetbal vrouwen 2013 (kwalificatie) - Groep 6
In de kwalificatierondes voor het Europees kampioenschap voetbal vrouwen 2013 - Groep 6 werd door vijf landen gestreden om één ticket voor het eindtoernooi. Tevens kon de nummer 2 zich kwalificeren voor play-offs waar alsnog een ticket te verdienen viel. De beste nummer 2 van alle groepen was ook automatisch geplaatst voor het eindtoernooi. Engeland won de groep, Nederland werd tweede, maar was de beste nummer twee en daardoor ook geplaatst voor het EK.

## Stand
| Nr. | Land      | Wedstrijden | Wedstrijden | Wedstrijden | Wedstrijden | Doelpunten | Doelpunten | Doelpunten | Punten |
| --- | --------- | ----------- | ----------- | ----------- | ----------- | ---------- | ---------- | ---------- | ------ |
| Nr. | Land      | G           | W           | G           | V           | V          | T          | Saldo      | Punten |
| 1   | Engeland  | 8           | 6           | 2           | 0           | 22         | 2          | +20        | 20     |
| 2   | Nederland | 8           | 6           | 1           | 1           | 20         | 2          | +18        | 19     |
| 3   | Servië    | 8           | 4           | 1           | 3           | 15         | 18         | -3         | 13     |
| 4   | Slovenië  | 8           | 1           | 1           | 6           | 6          | 21         | -15        | 4      |
| 5   | Kroatië   | 8           | 0           | 1           | 7           | 6          | 26         | -20        | 1      |

## Wedstrijden
NB: Tijden zijn in Midden-Europese Tijd cq. Midden-Europese Zomertijd.
|                         |                              |       |                             |                                                                       |
| 17 september 2011 16:00 | Servië                       | 2 – 2 | Engeland                    | Omladinski stadion, Belgrado Scheidsrechter: Sandra Braz Bastos (POR) |
| 17 september 2011 16:00 | Podovac 55' Smiljković 90+4' |       | 6' Yankey 19' (e.d.) Slović | Omladinski stadion, Belgrado Scheidsrechter: Sandra Braz Bastos (POR) |

|                         |                                                           |       |        |                                                                        |
| 21 september 2011 19:30 | Nederland                                                 | 6 – 0 | Servië | TATA Steel Stadion, Velsen-Zuid Scheidsrechter: Hilal Tuba Tosun (TUR) |
| 21 september 2011 19:30 | Melis 1', 71', 78', 90+3' Van den Berg 65' Hoogendijk 77' |       |        | TATA Steel Stadion, Velsen-Zuid Scheidsrechter: Hilal Tuba Tosun (TUR) |

|                         |                                              |       |          |                                                                    |
| 22 september 2011 20:30 | Engeland                                     | 4 – 0 | Slovenië | County Ground, Swindon Scheidsrechter: Karolina Radzik-Johan (POL) |
| 22 september 2011 20:30 | Yankey 1' White 5' Houghton 56' Williams 88' |       |          | County Ground, Swindon Scheidsrechter: Karolina Radzik-Johan (POL) |

|                       |         |                                   |           |                                                             |
| 22 oktober 2011 15:30 | Kroatië | 0 – 3                             | Nederland | Town stadium, Vrbovec Scheidsrechter: Katalin Kulcsár (HUN) |
| 22 oktober 2011 15:30 |         | 50' Melis 52' Van de Ven 72' Smit |           | Town stadium, Vrbovec Scheidsrechter: Katalin Kulcsár (HUN) |

|                       |                        |       |                              |                                                                  |
| 22 oktober 2011 18:00 | Slovenië               | 1 – 2 | Servië                       | Lendava Sports Park, Lendava Scheidsrechter: Lilach Asulin (ISR) |
| 22 oktober 2011 18:00 | Stojkanović 75' (e.d.) |       | 8' Smiljković 73' Sretenović | Lendava Sports Park, Lendava Scheidsrechter: Lilach Asulin (ISR) |

|                       |                                   |       |                                                         |                                                              |
| 27 oktober 2011 14:30 | Kroatië                           | 3 – 3 | Slovenië                                                | Town Stadium, Vrbovec Scheidsrechter: Esther Azzopardi (MLT) |
| 27 oktober 2011 14:30 | Juko 56' Glavać 90+2' Lojna 90+4' |       | 20' (e.d.) Scurich 54' Vrabel 66' Žganec 59', 74' Benak | Town Stadium, Vrbovec Scheidsrechter: Esther Azzopardi (MLT) |

|                       |           |                     |          |                                                                   |
| 27 oktober 2011 19:30 | Nederland | 0 – 0               | Engeland | FC Zwolle Stadion, Zwolle Scheidsrechter: Bibiana Steinhaus (GER) |
| 27 oktober 2011 19:30 |           | 50' (pen.) Williams |          | FC Zwolle Stadion, Zwolle Scheidsrechter: Bibiana Steinhaus (GER) |

|                        |                                                                       |       |                |                                                             |
| 19 november 2011 13:00 | Servië                                                                | 4 – 2 | Kroatië        | FK Srem, Belgrado Scheidsrechter: Christine Baitinger (GER) |
| 19 november 2011 13:00 | Sretenović 45+2' Radojičić 51', 71' Podovac 75' (pen.) Nešić 63', 88' |       | 27', 79' Kolar | FK Srem, Belgrado Scheidsrechter: Christine Baitinger (GER) |

|                        |          |                              |           |                                                                               |
| 19 november 2011 14:00 | Slovenië | 0 – 2                        | Nederland | Športni park Ivančna Gorica, Ivančna Gorica Scheidsrechter: Petra Chudá (SVK) |
| 19 november 2011 14:00 |          | 31' Van de Ven 90' De Ridder |           | Športni park Ivančna Gorica, Ivančna Gorica Scheidsrechter: Petra Chudá (SVK) |

|                        |                      |       |        |                                                                        |
| 23 november 2011 20:30 | Engeland             | 2 – 0 | Servië | Keepmoat Stadium, Doncaster Scheidsrechter: Natalja Avdontsjenko (RUS) |
| 23 november 2011 20:30 | Clarke 41' White 51' |       |        | Keepmoat Stadium, Doncaster Scheidsrechter: Natalja Avdontsjenko (RUS) |

|                        |                         |       |         |                                                                    |
| 24 november 2011 19:30 | Nederland               | 2 – 0 | Kroatië | Kyocera Stadion, Den Haag Scheidsrechter: Sandra Braz Bastos (POR) |
| 24 november 2011 19:30 | De Ridder 7' Spitse 13' |       |         | Kyocera Stadion, Den Haag Scheidsrechter: Sandra Braz Bastos (POR) |

|                     |         |                                                              |          |                                                         |
| 31 maart 2012 14:30 | Kroatië | 0 – 6                                                        | Engeland | Town stadium, Vrbovec Scheidsrechter: Petra Chudá (SVK) |
| 31 maart 2012 14:30 |         | 4' Williams 15' Clarke 18' Unitt 35' White 45', 68' Houghton |          | Town stadium, Vrbovec Scheidsrechter: Petra Chudá (SVK) |

|                    |                                    |       |          |                                                                    |
| 5 april 2012 19:30 | Nederland                          | 3 – 1 | Slovenië | Seacon Stadion - De Koel -, Venlo Scheidsrechter: Marte Sørø (NOR) |
| 5 april 2012 19:30 | Heuver 8' Van de Ven 70' Melis 81' |       | 31' Zver | Seacon Stadion - De Koel -, Venlo Scheidsrechter: Marte Sørø (NOR) |

|                    |                                             |       |                                                                  |                                                          |
| 16 juni 2012 17:30 | Kroatië                                     | 1 – 4 | Servië                                                           | Town stadium, Vrbovec Scheidsrechter: Gyöngyi Gaál (HUN) |
| 16 juni 2012 17:30 | Šalek 68' Stipančević 72' Joščak 82' (pen.) |       | 41' Smiljković 44' Slović 48' Nešić 72' (pen.) Pešić 79' Vuković | Town stadium, Vrbovec Scheidsrechter: Gyöngyi Gaál (HUN) |

|                    |            |       |           |                                                                    |
| 17 juni 2012 18:15 | Engeland   | 1 – 0 | Nederland | Salford City Stadium, Eccles Scheidsrechter: Jenny Palmqvist (SWE) |
| 17 juni 2012 18:15 | Yankey 67' |       |           | Salford City Stadium, Eccles Scheidsrechter: Jenny Palmqvist (SWE) |

|                    |        |                                            |           |                                                         |
| 20 juni 2012 17:00 | Servië | 0 – 4                                      | Nederland | FK Srem, Belgrado Scheidsrechter: Carina Vitulano (ITA) |
| 20 juni 2012 17:00 |        | 21', 41' Melis 51' Martens 58' Van de Donk |           | FK Srem, Belgrado Scheidsrechter: Carina Vitulano (ITA) |

|                    |          |                                        |          |                                                                  |
| 21 juni 2012 20:00 | Slovenië | 0 – 4                                  | Engeland | Ob Jezeru Stadium, Velenje Scheidsrechter: Katalin Kulcsár (HUN) |
| 21 juni 2012 20:00 |          | 29', 43' Scott 54' Carney 85' Williams |          | Ob Jezeru Stadium, Velenje Scheidsrechter: Katalin Kulcsár (HUN) |

|                         |           |       |         |                                                                                        |
| 15 september 2012 20:00 | Slovenië  | 1 – 0 | Kroatië | Lendava Sports Park, Lendava Toeschouwers: 565 Scheidsrechter: Marianne Svendsen (DEN) |
| 15 september 2012 20:00 | Eržen 19' |       |         | Lendava Sports Park, Lendava Toeschouwers: 565 Scheidsrechter: Marianne Svendsen (DEN) |

|                         |                                   |       |          |                                                                               |
| 19 september 2012 16:30 | Servië                            | 3 – 0 | Slovenië | Inđijastadion, Inđija Toeschouwers: 200 Scheidsrechter: Marina Mamajeva (RUS) |
| 19 september 2012 16:30 | Podovac 35' (pen.), 79' Nešić 52' |       |          | Inđijastadion, Inđija Toeschouwers: 200 Scheidsrechter: Marina Mamajeva (RUS) |

|                         |                                   |       |         |                                                                                    |
| 19 september 2012 18:00 | Engeland                          | 3 – 0 | Kroatië | Bescot Stadium, Walsall Toeschouwers: 5.821 Scheidsrechter: Esther Azzopardi (MLT) |
| 19 september 2012 18:00 | J. Scott 21' Aluko 47' Stoney 80' |       |         | Bescot Stadium, Walsall Toeschouwers: 5.821 Scheidsrechter: Esther Azzopardi (MLT) |

Groep 1 · Groep 2 · Groep 3 · Groep 4 · Groep 5 · Groep 6 · Groep 7